# طلال حاجي
طلال حاجي (مواليد 16 سبتمبر 2007-)، لاعب كرة قدم سعودي يلعب حالياً لنادي الاتحاد كمهاجم. وفي مارس 2024 أصبح طلال حاجي أصغر لاعب يسجل في دوري المحترفين السعودي "دوري روشن"، بعمر 16 عاماً و175 يوماً، بعد هدفه في فوز الاتحاد على الأخدود، وكسر حاجي الرقم المسجل باسم فهد المولد، لاعب الشباب حالياً أمام الرائد في موسم 2012-2013، وكان آنذاك يبلغ 17 عاماً و324 يوماً. ويعد حاجي أصغر لاعب شارك في بطولة كأس آسيا عندما خاض 26 دقيقة مع المنتخب السعودي الأول أمام تايلاند في ختام مباريات المجموعة.

## روابط خارجية
- طلال حاجي على موقع قاعدة بيانات كرة القدم.إي يو (الإنجليزية)
- طلال حاجي على موقع ناشيونال فوتبول تيمز (الإنجليزية)
- طلال حاجي على موقع Soccerway.com (الإنجليزية)
- طلال حاجي على موقع عالم كرة القدم.نت (الإنجليزية)